# Concurso Pop-Rock Ciudad de San Sebastián
El Concurso Pop-Rock Ciudad de San Sebastián es un concurso musical que se celebra anualmente en la ciudad de San Sebastián (España) desde 1992. Organizado por el ayuntamiento y Los 40 Principales, a lo largo de su historia ha descubierto nuevos talentos que posteriormente han protagonizado exitosas carreras musicales, como es el caso de La Oreja de Van Gogh, vencedores de la edición de 1997. 

## Origen

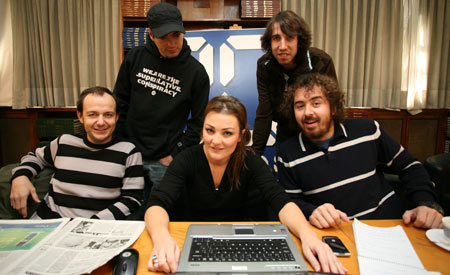
De todos los grupos impulsados por el Concurso el más exitoso ha sido La Oreja de Van Gogh, grupo ganador en la edición de 1997.

El concurso Pop-Rock Ciudad de San Sebastián tiene su origen en un certamen organizado por iniciativa de diferentes asociaciones, fanzines, etc. a comienzos de los noventa. Ante las dificultades para continuar, el CAT (Centro de Atracción y Turismo de San Sebastián) recogió la idea, y, si bien en la primera edición de 1992 tuvo alguna colaboración, en las siguientes fue el organizador principal del concurso, pasando a denominarse Concurso Pop-Rock Ciudad de San Sebastián.

## Premios
Los premios siempre han consistido en una cantidad económica para el segundo y tercer clasificado, y la grabación de un CD con varios temas para el grupo ganador. Además, el ganador tiene derecho a realizar un concierto para cerrar el certamen del año siguiente antes de la entrega de premios.
En la XVIII edición, del año 2009, los premios consistieron en:
- 1º clasificado: Grabación de un CD con 4 temas con GP Producciones, una tirada de 500 ejemplares y un cheque por valor de 300€ en material de la tienda Fnac, así como la actuación en Semana Grande de 2010 en uno de los escenarios grandes.

- 2º clasificado: 1600€

- 3º clasificado: 1000€

## Formato
La base siempre ha sido la presentación de maquetas por parte de los grupos interesados, para obtener mediante la decisión de un jurado 9 grupos semifinalistas, 3 de los cuales que se disputan el paso a la final en 3 tandas diferentes de semifinales de 25 minutos por actuación de cada grupo. La final del concurso se celebra durante la Semana Grande donostiarra y los tres grupos finalistas actúan durante 30 minutos cada uno.

## Ediciones del concurso
El CAT, como organizador, tiene documentadas las ediciones desde la segunda edición (1993).
Los ganadores del concurso en sus diferentes ediciones son los siguientes:
- 1992, I edición: La Piel
- 1993, II edición: Blues Stop
- 1994, III edición: Esquadron Club
- 1995, IV edición: Why Not
- 1996, V edición: Los Amigos de Bert
- 1997, VI edición: La Oreja de Van Gogh
- 1998, VII edición: Ill
- 1999, VIII edición: Erga Omnes
- 2000, IX edición: Sed
- 2001, X edición: OhGlaucón
- 2002, XI edición: Halo
- 2003, XII edición: El Secreto de Marta
- 2004, XIII edición: Dunkelheit
- 2005, XIV edición: Underneed
- 2006, XV edición: Lauroba
- 2007, XVI edición: Lolas Club
- 2008, XVII edición: Trainsalpine Boys en Iceland
- 2009, XVIII edición: Correos